# علي باي العباسي
دومينغو فرانثيسكو باديا (بالإسبانية: Domingo Francisco Jordi Badía y Leblich) المعروف بلقبه علي باي العباسي (1 أبريل 1767 – 30 أغسطس 1818) هو رحالة وجاسوس ومغامر ومستشرق إسباني. أيد الاحتلال الفرنسي لإسبانيا وعمل في إدارة بونابرتية، لكنه معروف أكثر برحلاته في شمال إفريقيا والشرق الأوسط. شهد الفتح السعودي لمكة في عام 1807.
سافر علي بك وكتب في وصف المغرب، وطرابلس، وقبرص، ومصر، والجزيرة العربية، وسوريا، ولبنان، الأردن، وفلسطين، وتركيا خلال الفترة من 1803-1807. تقمص مظهر وجيه مسلم وذهب إلى مكة لأداء ظاهريا الحج، وشهد غزو الحركة الوهابية على مكة المكرمة سنة 1807. يعتبر من أشهر الرحالة الجواسيس إلى المغرب خلال القرن التاسع عشر الميلادي.

## مسيرته
سنة 1778 انتقل دومينكو باديا إلى كويفاس دي المنصورة بالميرية، بسبب تعيين والده محاسبا في الجيش وأمين عام في مجلس قضائي محلي في غرناطة. هناك بدأ اهتمامه بالعالم الإسلامي بسبب المخلفات المورسيكية التي كانت سائدة في تلك المنطقة في ذلك الوقت.
تزوج سنة 1791 وانتقل في إلى قرطبة مع زوجته سنة 1792 مسؤولاً عن مصلحة التبغ بقرطبة، وهناك تعلم اللغة العربية
عمل كاتبًا من برشلونة، كما كان مسؤولاً عن مصلحة التبغ بقرطبة، وختن نفسه في لندن على يد طبيب يهودي، ثم اتجه إلى المغرب متنكراً في زي عربي، مدعياً أنه من الشرفاء أحفاد رسول الله، وأنه من مواليد حلب بالشام. وكان هدفه إقناع السلطان المغربي المولى سليمان بن محمد بقبول الحماية الإسبانية، وذلك درءاً لخصومه الطامعين من الفرنسيين والإنجليز، وإذا فشل هذا المخطط فإنه سيلجأ إلى دعم بعض الثوار لإيقاد فتنة داخلية تساعد على إضعاف المغرب وتسهل احتلاله على الإسبان. وقد كان هذا المخطط مدعوماً من طرف الملك الإسباني كارلوس الرابع، كما أنه فيما بعد عرض مشروعه لاحتلال المغرب على نابليون بونابرت، وكان ذلك في 10 مايو سنة 1808 وبتشجيع من الملك كارلوس الرابع المخلوع، لكن نابليون شكك فيه وبعث معه برسالة توصية إلى شقيقه جوزيف بونابرت.

### الحج
واحدة من الحلقات الأكثر أهمية في رحلة علي باي هي الحج إلى مكة، حيث أضبح بذلك أول إسباني غير مسلم يضع قدمه في هذه الأرض المقدسة، بينما كان أول أوروبي غير مسلم دخل مكة هو الإيطاليي لودوفيكو دي فارتيما (الحاج يونس المصري) في عام 1503، وبعده بسنوات قليلة سيدخل ذلك المكان المقدس البرتغالي بيدرو دا كوفيلا. لكن دومينغو باديا كان الأكثر دقة في وصف الموقع الجغرافي ورسم شكل الأماكن المقدسة، باعتراف من المستكشف الإنجليزي ريتشارد بيرتون. في طريق عودته، توقف في القدس وأماكن بارزة في سوريا، ووصل القسطنطينية في خريف عام 1807.
في 5 أبريل 1810 عين رئيسا لبلدية قرطبة من قبل جوزيف بونابرت، حيث ادخل زراعة بنجر السكر والقطن والبطاطا، واستمر في منصبه مدة 15 شهرا حتى 14 يوليو 1811. وفي عام 1816 انتشر مطبوع عمله Travel of Ali-Bey في ربوع أوروبا، والتي جمعت أسفاره في العالم العربي بين 1803 و1807، نشرت في مجلدين في إنجلترا وألمانيا وفرنسا.

## وفاته
سنة 1818، بعد تغيير اسمه إلى الحاج علي أبو عثمان ذهب إلى دمشق. ورغم مغادرته باريس باسم علي عثمان تم اكتشافه من قبل أجهزة الاستخبارات البريطانية في دمشق ودسوا له السم. بعد دعوة للعشاء من قبل باشا كان احتساء كأس من القهوة آخر لحظاته. وقد حُرم من الدفن الإسلامي لأنه تم العثور على صليب في صدرته.

## من مؤلفاته
- رحلات عبر المغرب، ترجمه للعربية الباحث الأديب الدكتور مزوار الإدريسي.